# Vaunthompsonia serratifrons
Vaunthompsonia serratifrons är en kräftdjursart som beskrevs av Gamo 1964. Vaunthompsonia serratifrons ingår i släktet Vaunthompsonia och familjen Bodotriidae. Inga underarter finns listade i Catalogue of Life.